# 퀸스 동물원

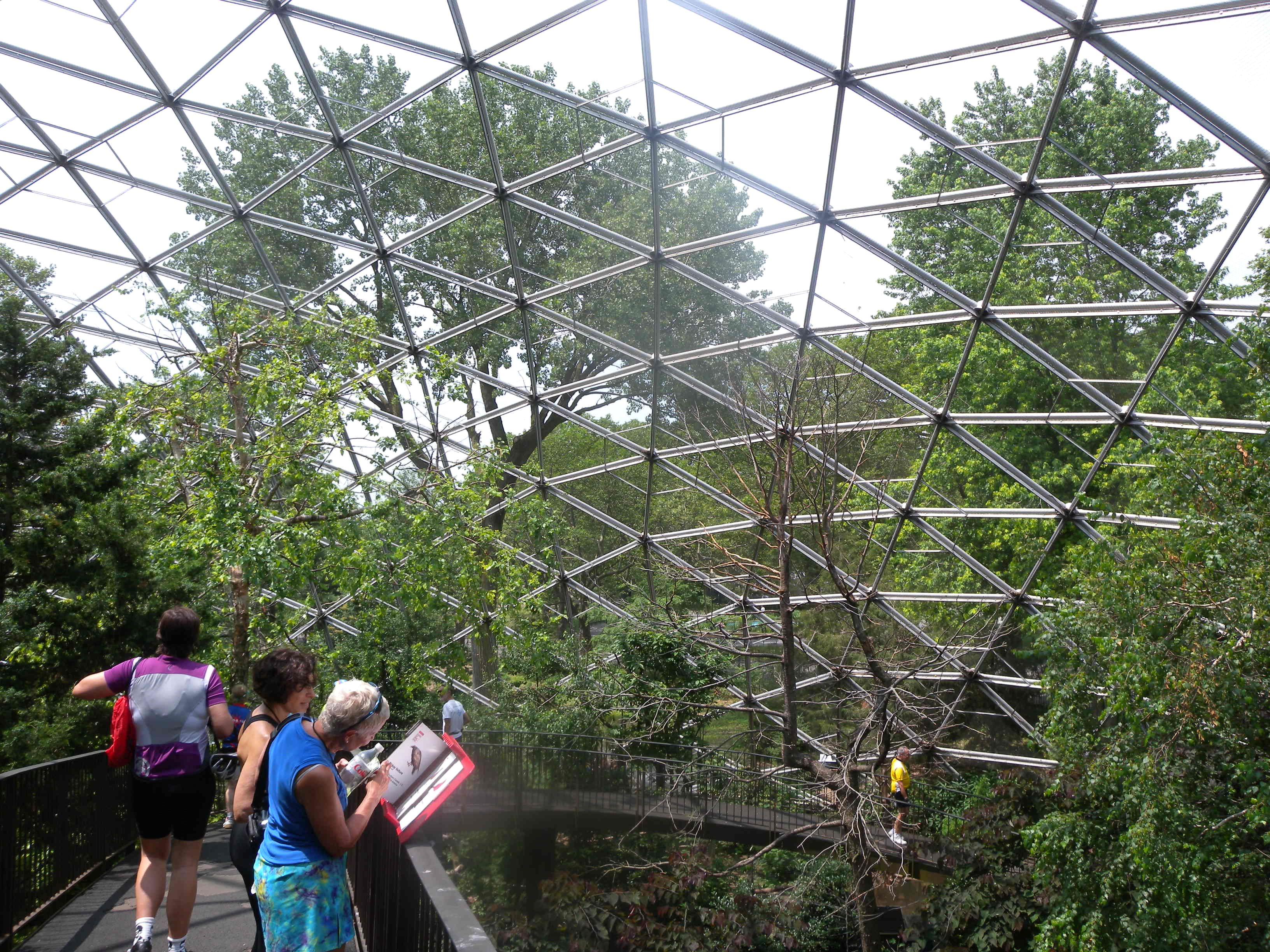
퀸스 동물원

퀸스 동물원(Queens Zoo)은 미국의 뉴욕주 퀸스에 위치한 동물원이다.